# پاپاآلووا (هاوایی)
پاپاآلووا (به انگلیسی: Pāpaʻaloa) یک منطقهٔ مسکونی در ایالات متحده آمریکا است که در هاوایی واقع شده‌است. پاپاآلووا ۳٫۰۵ متر بالاتر از سطح دریا واقع شده‌است.